# Privilegium Maius
Privilegium Maius var et dokument, forfalsket på opfordring af Hertug Rudolf 4. af Østrig (1358-1365). Det var i bund og grund en modificeret udgave af Privilegium Minus fra 1156, der havde ophøjet Østrig til et hertugdømme. I Privilegium Maius blev Østrig erklæret ærkehertugdømme og udstyret med rettigheder svarende til kurfyrsternes, såsom:
- territoriets udelelighed;
- automatisk primogenitur af den førstefødte;
- uafhængig jurisdiktion uden nogen mulighed for at anke til kejseren;
- tilladelse til at fremhæve visse herskersymboler.

Privilegium Maius består af fem forfalskede dokumenter, hvoraf nogle udgav sig for at være blevet udstedt af Cæsar og Nero.
Kejser Karl 4. afviste at bekræfte Privilegium Maius. Det gjorde kun Habsburg-kejseren Frederik 3. i 1453, ligesom Rudolf 2. og Karl 6.. Med opløsningen af det Tysk-romerske rige i 1806, mistede det endelig sin betydning. I 1856 blev det identificeret som en forfalskning.